# Il ditone/Ada: è grande il nostro amor
Il ditone/Ada: è grande il nostro amor è il quarto singolo del cantante italiano Gene Guglielmi, pubblicato nel 1970 dall'etichetta Ri-Fi.

## Tracce
1. Il ditone – 2:21 (Gene Guglielmi e Gian Franco Intra)
2. Ada: è grande il nostro amor – 3:43 (Gene Guglielmi e Gian Franco Intra)